# Comunità montana Val di Vara
La Comunità montana Val di Vara era un comprensorio montano della Liguria, in provincia della Spezia, formato dai comuni di: Beverino, Bolano, Borghetto di Vara, Brugnato, Calice al Cornoviglio, Follo, Pignone, Riccò del Golfo di Spezia, Carro, Carrodano, Maissana, Rocchetta di Vara, Sesta Godano, Varese Ligure e Zignago.
Nata dall'unione delle tre precedenti enti locali quali la Comunità montana dell'Alta Val di Vara, la Comunità montana della Media e Bassa Val di Vara e la Comunità montana della Riviera Spezzina, per disposizioni collegate alla legge finanziaria 2011, la comunità montana, così come tutte le altre della Liguria, è stata soppressa con la Legge Regionale n° 23 del 29 dicembre 2010 e in vigore dal 1º maggio 2011.
L'ente locale aveva sede a Sesta Godano. L'ultimo presidente, eletto nel 2009, è stato Eraldo Scappazzoni.

## Storia
Con la disciplina di riordino delle comunità montane, regolamentate con la Legge Regionale n° 24 del 4 luglio 2008 e in vigore dal 1º gennaio 2009, i comuni dell'originaria e soppressa Comunità montana della Riviera Spezzina quali Bonassola, Deiva Marina, Framura, Levanto, Monterosso al Mare, Riomaggiore e Vernazza avevano delegato la Comunità Montana Val di Vara alle funzioni amministrative in materia di agricoltura, sviluppo rurale, foreste e antincendio boschivo.
Dal 1º maggio 2011 l'ente montano è stato soppresso con il trasferimento delle deleghe in materia nuovamente alla Regione e ai comuni interessati.

## Descrizione
Si trattava di un territorio amministrativo compreso tra i comuni delle Cinque Terre, la provincia di Massa-Carrara, la provincia di Genova, la provincia di Parma, sostanzialmente rimarcando il bacino idrografico del fiume Vara, fino alla confluenza del fiume Magra. Parte del territorio che era compreso nella comunità è sotto tutela del Parco naturale regionale di Montemarcello-Magra.

## Caratteristiche

### Antropizzazione
Le caratteristiche antropiche del territorio sono omogenee, essenzialmente costituite da agglomerati rurali la maggior parte posti in collina.
Il flusso migratorio della popolazione è stato, fino agli anni settanta, da questi centri al capoluogo di provincia, dove si trovava impiego al porto o nell'Arsenale militare.
Negli ultimi 30 anni, il miglioramento urbanistico, dei servizi e delle vie di comunicazioni ha determinato un riflusso di popolazione, stanca di vivere in città. 
La particolare salubrità dei centri storici ha aperto le porte ad un mercato immobiliare che ha trovato terreno fertile nei turisti, desiderosi di poter usufruire di una proprietà in luoghi accoglienti e incontaminati.
Lo sviluppo degli ultimi anni ha fortemente favorito la crescita dei centri urbani alle pendici delle colline, lungo le vallate, e ha determinato un deflusso di popolazione verso la vallata bassa del Vara o verso i centri urbani maggiori.
La parte alta della valle ha caratteristiche del tipico paesaggio appenninico, con agglomerati rurali sparsi e centri urbani di primaria importanza.

### Economia
L'economia si regge essenzialmente su un'agricoltura montana e sul turismo, specie nel periodo estivo, quando l'alta valle del Vara ospita molti villeggianti, sia originari della zona, sia forestieri.
La vicinanza del mare rende la Val di Vara un luogo ideale di villeggiatura, immerso nelle campagne e facilmente collegato alle vicine realtà balneari, sia del litorale sabbioso sarzanese, sia della riviera della Cinque Terre.
Recentemente si è sviluppata massicciamente la pratica dell'agricoltura biologica. Grande attenzione viene riposta sullo sviluppo sostenibile della comunità, con considerazione per l'utilizzo di fonti energetiche rinnovabili.
In tal senso è nota la costruzione sul territorio del comune di Sesta Godano di una centrale eolica da 3 GigaWatt.